# 小祝百々子
小祝 百々子（こいわい ももこ、1979年7月14日 - ）は、日本の小説家。

## 経歴・人物
香川県生まれ。武庫川女子大学文学部卒業。現在、兵庫県在住。大学在学時より雑誌Cobaltへの投稿を始める。別名義で、集英社のコバルト短編小説新人賞とノベル大賞に入選の経験がある。
2011年、「孕みの木の実はされるがままだ」が文藝春秋が主催する第113回文学界新人賞にて最終候補作となる。翌2012年、「こどもの指につつかれる」で第114回文學界新人賞を受賞。選考委員の花村萬月は「一読してこの人だと思った。新人離れしている」との旨を述べている。詩人の吉田文憲は、「とても新人の手になる作品とは思えないほど語りがうまい」との旨を述べている。

## 作品リスト

### 雑誌掲載
小説
- こどもの指につつかれる（『文學界』2012年6月号、文藝春秋）
- 卵割（『文學界』2013年5月号、文藝春秋）

エッセイ
- 戦士同伴（『すばる』2012年8月号、集英社）